# Cerro Blanco, Dolores Hidalgo
Cerro Blanco är en ort i Mexiko.   Den ligger i kommunen Dolores Hidalgo och delstaten Guanajuato, i den centrala delen av landet, 260 km nordväst om huvudstaden Mexico City. Cerro Blanco ligger 1 975 meter över havet och antalet invånare är 216.
Terrängen runt Cerro Blanco är en högslätt. Runt Cerro Blanco är det ganska tätbefolkat, med 96 invånare per kvadratkilometer. Närmaste större samhälle är Dolores Hidalgo, 15,3 km norr om Cerro Blanco. Trakten runt Cerro Blanco består i huvudsak av gräsmarker.